# Дестерру
Дестерру (порт. Desterro) — муниципалитет в Бразилии, входит в штат Параиба. Составная часть мезорегиона Сертан штата Параиба. Входит в экономико-статистический микрорегион Серра-ду-Тейшейра. Население составляет 11 229 человек на 2006 год. Занимает площадь 179,388 км². Плотность населения — 62,6 чел./км².
Праздник города — 22 октября.

## История
Город основан в 1959 году.

## Статистика
- Валовой внутренний продукт на 2003 год составляет 14 352 686,00 реалов (данные: Бразильский институт географии и статистики).
- Валовой внутренний продукт на душу населения на 2003 год составляет 1770,19 реалов (данные: Бразильский институт географии и статистики).
- Индекс развития человеческого потенциала на 2000 год составляет 0,575 (данные: Программа развития ООН).